# Jean-Pierre Plancade
Jean-Pierre Plancade, né le 2 août 1949 à Saint-Amans (Aude), est un homme politique français, membre du Parti socialiste puis du Parti radical de gauche, fondateur du mouvement Libres, démocrates et républicains (LRDR).

## Biographie
Il occupe ensuite les fonctions de gardien de bureau puis fonctionnaire municipal où il connait son premier investissement syndical, ces années marquent le début de son engagement politique.
Autodidacte, il gravit les échelons de sa vie professionnelle et devient directeur de cabinet du maire d'une commune proche de Lyon[Où ?] avant de devenir fonctionnaire d'état au ministère de l'intérieur. Il finit par démissionner de la fonction publique et engage une carrière dans le secteur privé à Paris. Il termine son parcours dans le privé en tant que cadre supérieur du secteur social, où il occupe des fonctions de direction.
Il est chevalier dans l'ordre des palmes académiques.

## Parcours politique
Il est élu conseiller général de la Haute-Garonne en mars 1982. Au conseil général Il occupe les fonctions de Président de la Commission des affaires sociales, puis de Vice-président, élu sénateur il démissionne et devient rapporteur général du budget du département de la Haute Garonne. 
Il est élu sénateur de la Haute-Garonne le 27 septembre 1998. Réélu le 2 octobre 2008, il rejoint le groupe parlementaire du Rassemblement démocratique et social européen (RDSE).
Il occupe successivement les postes de vice-président chargé des affaires sociales et de rapporteur du budget. Il ne se représente pas au renouvellement des sièges de 2014. 

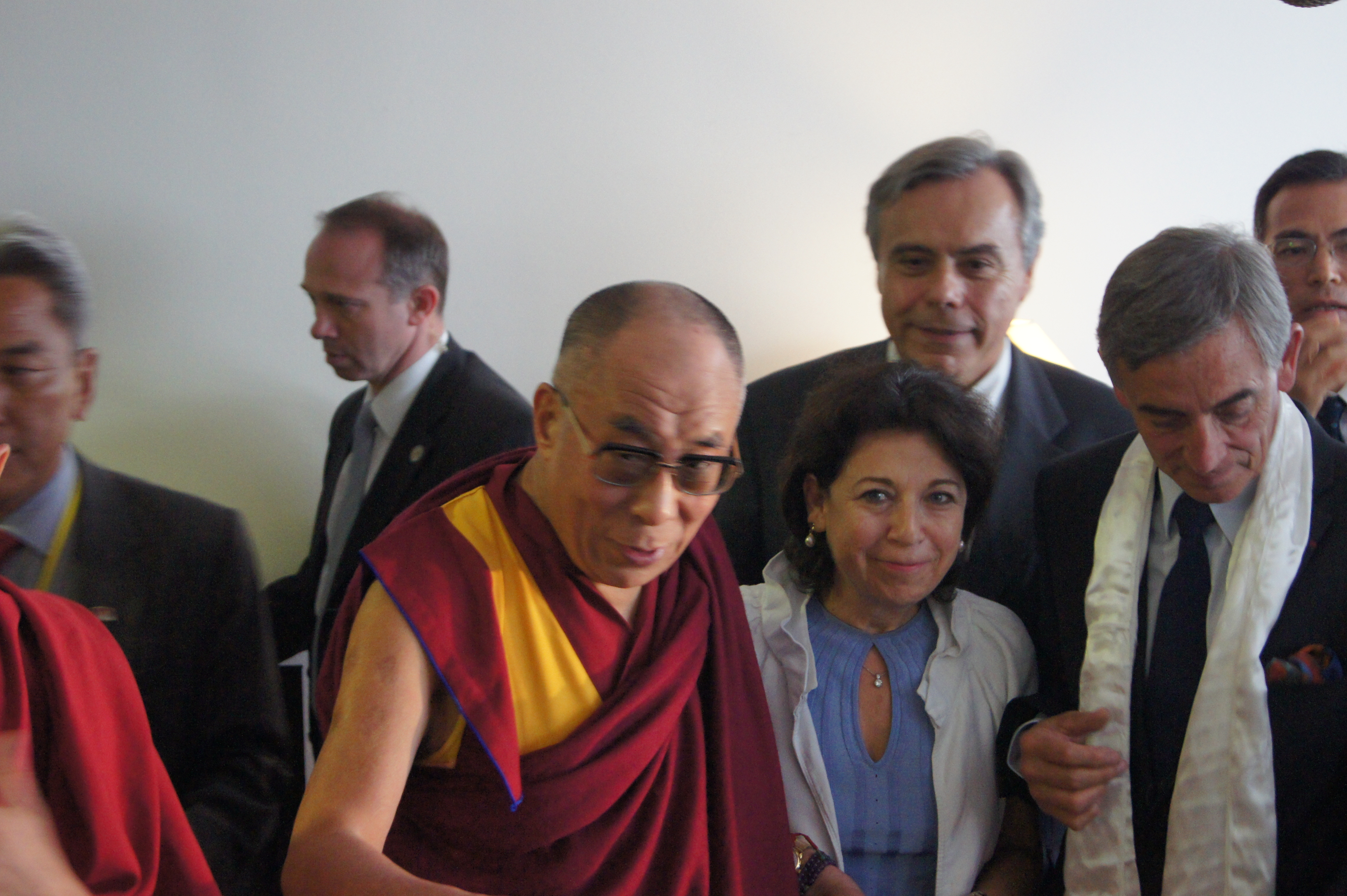
Jean-Pierre Plancade (au fond au centre), lors de la rencontre des parlementaires avec le dalaï-lama, à Toulouse, le 15 août 2011.

## Mandats
- Membre du conseil général de la Haute-Garonne, canton de Toulouse-6[1]
- Sénateur de la Haute-Garonne (élu le 27 septembre 1998) jusqu'au 30 septembre 2014
- Vice-Président de la commission de la culture, de l'éducation et de la communication